# کشتار آگولیس
کشتار آگولیس (ارمنی: Ագուլիսի ջարդեր) قتل عام جمعیت ارمنی آگولیس (یوخاری اَیلیس امروزی) توسط مقامات دولتی آذربایجان و مردم محلی آذری اردوباد و پناهندگان از زنگزور به عنوان بخشی از قیام مسلمانان در قارص و شرور-نخجوان علیه جمهوری اول ارمنستان بود. این حمله که از ۲۴ تا ۲۵ دسامبر ۱۹۱۹ به طول انجامید، منجر به تخریب شهر آگولیس شد.